# مرکالو
مرکالو (به ایتالیایی: Mercallo) یک کومونه در ایتالیا است که در استان وارزه واقع شده‌است.

## خصوصیات
مرکالو ۵٫۳ کیلومترمربع مساحت و ۱٬۷۶۱ نفر جمعیت دارد.